# 波德拉謝地區拉曾
51°46′N 22°37′E / 51.767°N 22.617°E

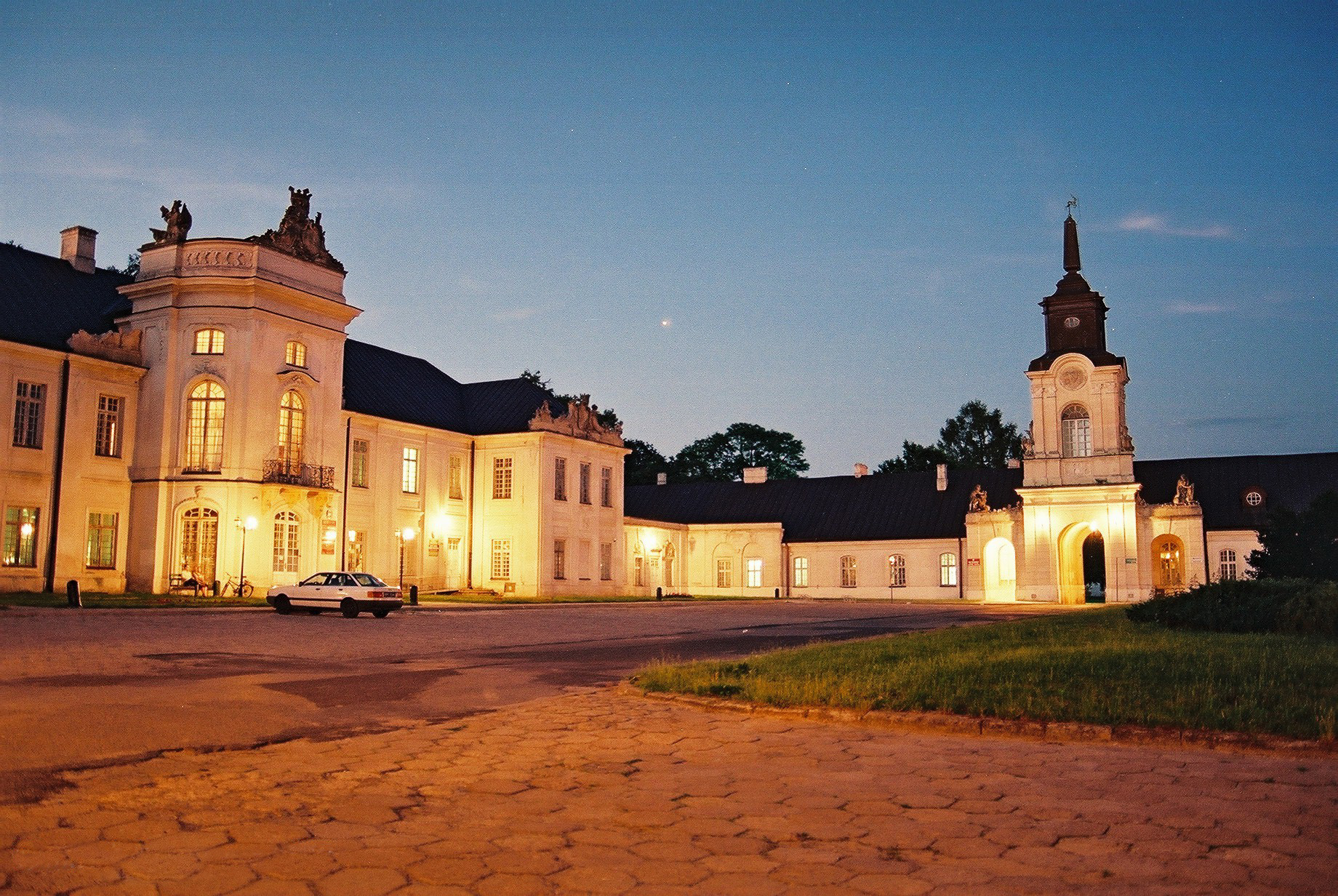

波德拉謝地區拉曾是波蘭的城鎮，位於該國東部，距離首府盧布林約60公里，由盧布林省負責管轄，始建於1468年，面積19.31平方公里，2006年人口16,133。

## 外部連結
- Official town website （页面存档备份，存于）
- News and prices - Radzyń Podlaski （页面存档备份，存于）